# 髭女

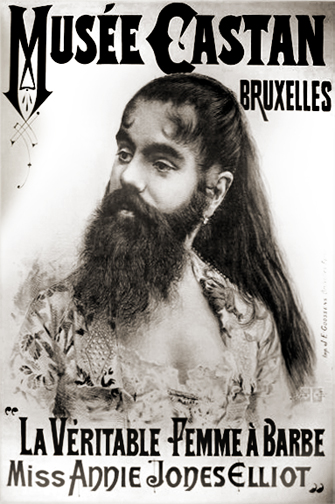
19世紀、P・T・バーナムのサーカスとともに巡業するアニー・ジョーンズ

髭女 （ひげおんな、英語：bearded lady あるいは bearded woman）とは目立つ髭のある女性である。こうした女性は長きにわたり伝説として語り継がれたり、好奇心をそそるものとして扱われたり、また単に滑稽なものとしてばかにされたりしてきた。

## 背景
目立つ髭をはやせるくらいたっぷりとした毛が顔にある女性は比較的少ない。ホルモンのバランスが崩れている場合であったり(通常はアンドロゲンの過剰)、ハイパートリコシス(Hypertrichosis)と呼ばれている稀少な遺伝的障害のせいで女性に髭がはえることもある。 アナボリックステロイドを使用したせいでこうしたことが起こることもある。社会的スティグマと見なされるため、文化的圧力のせいで髭を除去する女性がほとんどである。

## エンタテイメント
髭を除去しない例外的な女性として知られているのが、19世紀から20世紀初頭のサーカスのサイドショーで有名になった髭女たちである。P・T・バーナムのショーに出ていたジョゼフィン・クロフリアや、リングリング・ブラザーズ・サーカスに出ていたジェーン・バーネルなどがその例であり、特異な外見でお客を喜ばせた。サーカスやカーニヴァルの見世物小屋(フリークショー)では、実は顔に付け毛をつけた女性や女性の格好をした髭のある男性が出演しているなどということもあった。こうした営業方法を、コメディアンで元サーカスパフォーマーだったW・C・フィールズは1939年の映画『あきれたサーカス』(You Can't Cheat an Honest Man)で諷刺している。

## 著名な髭女

### 13世紀頃
- アイルランド、リムリックの王のもとにいた髭女[3]

### 14世紀
- ウィルゲフォルティス(Wilgefortis)[4]

### 16世紀
- ヘレナ・アントニア(Helena Antonia)

### 19世紀
- フリア・パストラナ(Julia Pastrana)
- ジョゼフィン・クロフリア(Josephine Clofullia)
- アニー・ジョーンズ(Annie Jones)

### 20世紀
- ジェーン・バーネル(Jane Barnell)
- ジェニファー・ミラー(Jennifer Miller)
- ヴィヴィアン・ウィーラー(Vivian Wheeler)

### 21世紀
- リサ・デ・ウィット(Lisa de Wit)
- ハーナーム・カウル(Harnaam Kaur)
- バルプリート・カウル(Balpreet Kaur)
- リトル・ベア(Little Bear)
- Kore Bobisuthi
- 髭女ジェッサ(Jessa the bearded lady)
- マリアム(Mariam)